# John Forest
John Forest (ur. ok. 1471 w Oksfordzie, zm. 22 maja 1538 w Smithfield) – angielski franciszkanin obserwant, męczennik, błogosławiony Kościoła katolickiego.

## Biografia
John pochodził ze szlacheckiej rodziny Forestów. Urodził się prawdopodobnie w Oksfordzie ok. 1471 roku. Do franciszkanów obserwantów wstąpił w Greenwich w 1488 roku. Po odbyciu nowicjatu i ukończeniu studiów filozoficzno-teologicznych przyjął święcenia kapłańskie w 1497 roku. Kardynał Thomas Wolsey zlecił mu obowiązki kaznodziei przy pulpicie kaznodziejskim przy starej Katedrze św. Pawła w Londynie (ang. St Paul’s Cross). Królowa Katarzyna Aragońska wybrała o. Foresta najpierw swym kapelanem, a następnie osobistym spowiednikiem. Klasztor obserwantów w Greenwich został połączony z pałacem królewskim. Forest sprzeciwiał się staraniom króla Henryka VIII o uzyskanie rozwodu. W 1532 roku Forest informował braci w klasztorze o planach zduszenia zakonu na obszarze królestwa, na ambonie oficjalnie potępił królewskie starania o rozwód. Król kazał go uwięzić w więzieniu Newgate w 1533 roku. Zakonnik został skazany na śmierć.
W 1534 roku wprowadzono ograniczenia odnośnie do obserwantów, musieli opuścić swoje klasztory. Forest, chociaż zwolniony z więzienia, do 1538 roku przebywał w zamknięciu w klasztorze franciszkanów konwentualnych. Korespondował z królową, damą dworu Elżbietą Hammon i ks. Thomasem Abelem. Korespondencja po części zachowała się. Napisał traktat O autorytecie Kościoła i Papieża (łac. De Auctoritate Ecclesiae et Pontificis Maximi). Za odmowę złożenia przysięgi wierności przygotowanej przez Thomasa Cromwella o. Forest został ostatecznie spalony w sposób niezwykle okrutny na targu w Smithfield w Londynie 22 maja 1538 roku. Umierając przebaczył oprawcom.

## Kult
Kult Johna Foresta został zatwierdzony przez papieża Leona XIII 9 grudnia 1886 roku.